# Balša Popović
Balša Popović (Budva, 10 de junio de 2000) es un futbolista montenegrino que juega en la demarcación de portero para el OFK Belgrado de la Superliga de Serbia.

## Selección nacional
Tras jugar en las categorías inferiores de la selección, finalmente hizo su debut con la selección de Montenegro el 25 de marzo de 2025 en un encuentro de clasificación para la Copa Mundial de Fútbol de 2026 contra Islas Feroe que finalizó con un resultado de 1-0 a favor del combinado montenegrino tras un gol de Edvin Kuč.

## Clubes
| Club                      | País       | Año       | Partidos | Goles |
| ------------------------- | ---------- | --------- | -------- | ----- |
| FK Arsenal Tivat (cedido) | Montenegro | 2018      | 4        | 0     |
| OFK Grbalj                | Montenegro | 2018-2021 | 49       | 0     |
| FK Kolubara Lazarevac     | Serbia     | 2021-2023 | 11       | 0     |
| OFK Belgrado              | Serbia     | 2023-     | 71       | 0     |